# Lanesville (Indiana)
Lanesville es un pueblo ubicado en el condado de Harrison en el estado estadounidense de Indiana. En el Censo de 2010 tenía una población de 564 habitantes y una densidad poblacional de 416,37 personas por km².

## Geografía
Lanesville se encuentra ubicado en las coordenadas 38°14′6″N 85°59′9″O / 38.23500, -85.98583. Según la Oficina del Censo de los Estados Unidos, Lanesville tiene una superficie total de 1.35 km², de la cual 1.35 km² corresponden a tierra firme y (0%) 0 km² es agua.

## Demografía
Según el censo de 2010, había 564 personas residiendo en Lanesville. La densidad de población era de 416,37 hab./km². De los 564 habitantes, Lanesville estaba compuesto por el 98.23% blancos, el 0.35% eran afroamericanos, el 0% eran amerindios, el 0.18% eran asiáticos, el 0% eran isleños del Pacífico, el 0.71% eran de otras razas y el 0.53% pertenecían a dos o más razas. Del total de la población el 0.89% eran hispanos o latinos de cualquier raza.